# Anetia cubana
Anetia cubana là một loài bướm giáp trong Danainae. Nó là loài đặc hữu của Cuba.